# خوآن، کنت بارسلونا
خوآن، کنت بارسلونا (انگلیسی: Infante Juan, Count of Barcelona) سومین پسر زنده ماندهٔ آلفونسوی سیزدهم، پادشاه اسپانیا بود. پدرش با جمهوری دوم اسپانیا برکنار شد. هرچند در زمان مرگ فرانکو در سال ۱۹۷۵ او زنده بود، اما فرانکو او را به عنوان جانشین خودش تعیین نکرد، بلکه پسرش خوآن کارلوس را پس از وقفه‌ای ۴۵ ساله، پادشاه اسپانیا کرد.